# Pierre Richier

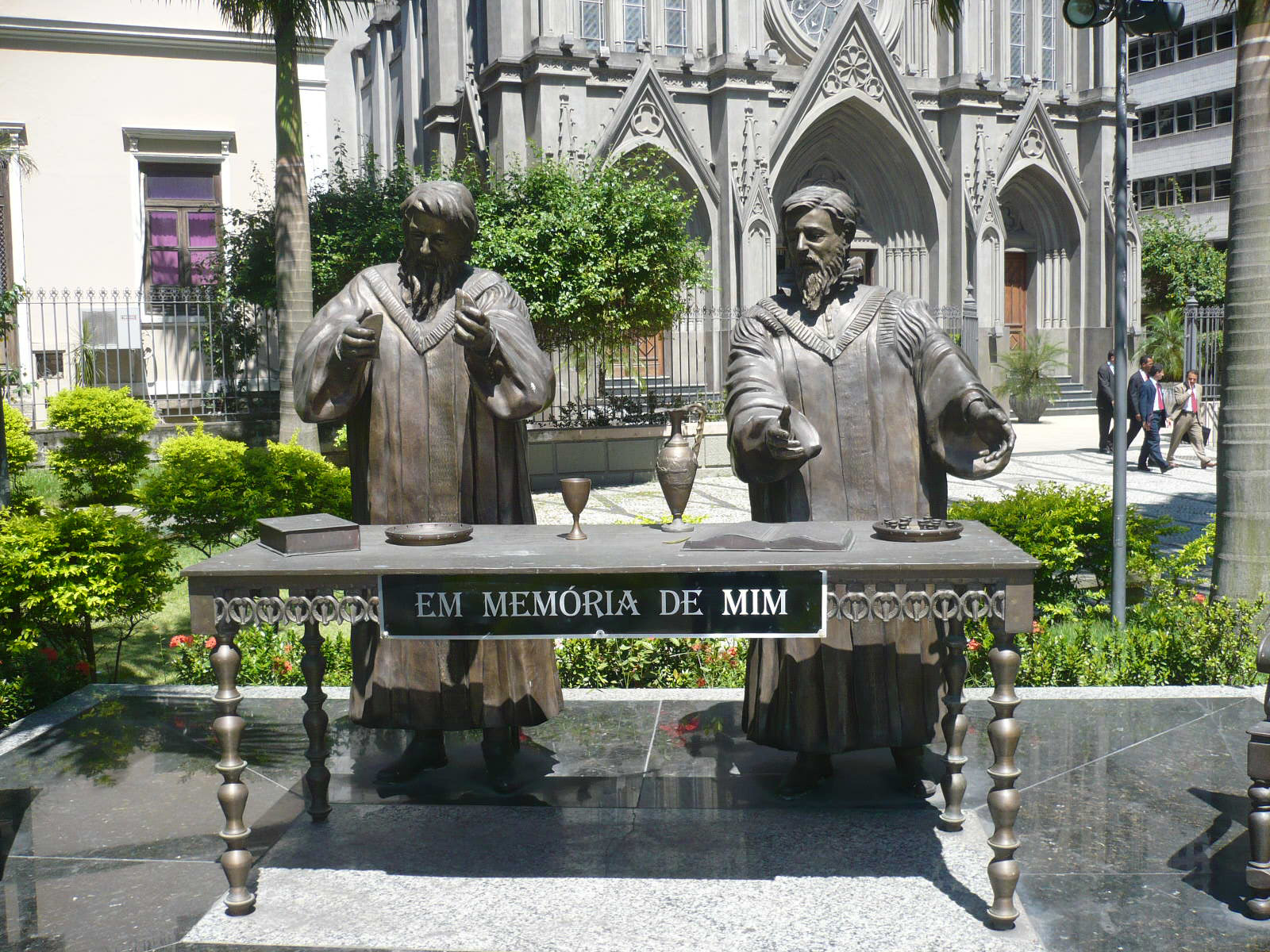
Escultura representando a primeira celebração protestante da Ceia do Senhor nas Américas, oficiada pelos pastores Rev. Pierre Richier e Rev. Guillaume Chartie. Catedral Presbiteriana do Rio de Janeiro, Brasil.

Pierre Richier (1506 - 1580) foi um pastor huguenote e teólogo calvinista francês do século XVI. 
Participou da equipe missionária enviada ao Brasil por recomendação de João Calvino, por ocasião do empreendimento conhecido como França Antártica. Em 21 de março de 1557, oficiou (junto ao pastor Guillaume Chartier) a primeira celebração da Ceia do Senhor sob o rito calvinista nas Américas. Com a perseguição religiosa empreendida por Nicolas Durand de Villegaignon, Pierre Richier acabou por retornar à Europa.